# Рой, Брайан
Брайан Эдвард Стивен Рой (нидерл. Bryan Edward Steven Roy; род. 12 февраля 1970, Амстердам) — нидерландский футболист, известный по выступлениям за «Аякс» и сборную Нидерландов. Участник Чемпионатов мира 1990 и 1994, а также чемпионата Европы 1992.

## Клубная карьера
Рой начал свою карьеру в столичном «Аяксе», в 1987 году. В сезоне 1989/90 он стал чемпионом Нидерландов. В 1992 году Брайан выиграл вместе с командой Кубок УЕФА. В том же году он перешёл в итальянскую «Фоджу», чтобы освободить место для талантливого вингера Марка Овермарса.
После чемпионата мира 1994 года Роем начали интересоваться многие клубы. Летом того же года он принял предложение английского «Ноттингем Фореста». Сумма трансфера составила 2,9 млн фунтов. Первый сезон в новой команде вышел у Брайана удачным, вместе с Стэном Коллимором они составили ударную связку. После ухода Колимора в «Ливерпуль», Рой заметно сдал, чему поспособствовали травмы. За «лесников» он провел 85 матчей и забил 24 мяча.
Летом 1997 года Брайан перешёл в немецкую «Герту», за 1,5 млн фунтов. В новой команде Рой больше залечивал травму, чем играл. За четыре сезона в Германии он провел всего 50 матчей и забил 3 мяча. В 2000 году Рой вернулся в Нидерланды, где подписал контракт с НАК, но он не смог выйти на прежний уровень и завершил карьеру в 2002 году.

## Международная карьера
6 сентября 1989 года в матче против сборной Дании Рой дебютировал за сборную Нидерландов. В 1990 году он был включен в заявку национальной команды на участие в чемпионате Мира в Италии. На турнире Рой не сыграл ни минуты. В 1992 году Брайан принял участие в чемпионате Европы, на турнире он сыграл во всех четырёх матчах.
В 1994 году Рой во второй раз принял участие в первенстве мира. На этот раз он был основным футболистом команды и принял участие во всех встречах, а в матче против сборной Марокко забил победный гол.

## Статистика

### Матчи Роя за сборную Нидерландов
| Матчи Роя за сборную Нидерландов | Матчи Роя за сборную Нидерландов | Матчи Роя за сборную Нидерландов | Матчи Роя за сборную Нидерландов | Матчи Роя за сборную Нидерландов | Матчи Роя за сборную Нидерландов |
| -------------------------------- | -------------------------------- | -------------------------------- | -------------------------------- | -------------------------------- | -------------------------------- |
| №                                | Дата                             | Соперник                         | Счёт                             | Голы СНГ                         | Соревнование                     |
| 1                                | 6 сентября 1989                  | Дания                            | 2:2                              | —                                | Товарищеский матч                |
| 2                                | 30 мая 1990                      | Австрия                          | 2:3                              | —                                | Товарищеский матч                |
| 3                                | 21 ноября 1990                   | Греция                           | 2:0                              | —                                | Чемпионат Европы 1992 (отбор)    |
| 4                                | 19 декабря 1990                  | Мальта                           | 8:0                              | —                                | Чемпионат Европы 1992 (отбор)    |
| 5                                | 13 марта 1991                    | Мальта                           | 1:0                              | —                                | Чемпионат Европы 1992 (отбор)    |
| 6                                | 27 мая 1992                      | Австрия                          | 3:2                              | —                                | Товарищеский матч                |
| 7                                | 30 мая 1992                      | Уэльс                            | 4:0                              | 1                                | Товарищеский матч                |
| 8                                | 5 июня 1992                      | Франция                          | 1:1                              | 1                                | Товарищеский матч                |
| 9                                | 12 июня 1992                     | Шотландия                        | 1:0                              | —                                | Чемпионат Европы 1992            |
| 10                               | 15 июня 1992                     | СНГ                              | 0:0                              | —                                | Чемпионат Европы 1992            |
| 11                               | 18 июня 1992                     | Германия                         | 3:1                              | —                                | Чемпионат Европы 1992            |
| 12                               | 22 июня 1992                     | Дания                            | 2:2 (4:5 пен.)                   | —                                | Чемпионат Европы 1992            |
| 13                               | 9 сентября 1992                  | Италия                           | 2:3                              | —                                | Товарищеский матч                |
| 14                               | 22 сентября 1993                 | Сан-Марино                       | 7:0                              | —                                | Чемпионат мира 1994 (отбор)      |
| 15                               | 13 октября 1993                  | Англия                           | 2:0                              | —                                | Чемпионат мира 1994 (отбор)      |
| 16                               | 17 ноября 1993                   | Польша                           | 3:1                              | —                                | Чемпионат мира 1994 (отбор)      |
| 17                               | 23 марта 1994                    | Шотландия                        | 1:0                              | 1                                | Товарищеский матч                |
| 18                               | 20 апреля 1994                   | Ирландия                         | 0:1                              | —                                | Товарищеский матч                |
| 19                               | 27 мая 1994                      | Шотландия                        | 3:1                              | 1                                | Товарищеский матч                |
| 20                               | 1 июня 1994                      | Венгрия                          | 7:1                              | 1                                | Товарищеский матч                |
| 21                               | 12 июня 1994                     | Канада                           | 3:0                              | —                                | Товарищеский матч                |
| 22                               | 20 июня 1994                     | Саудовская Аравия                | 2:1                              | —                                | Чемпионат мира 1994              |
| 23                               | 25 июня 1994                     | Бельгия                          | 0:1                              | —                                | Чемпионат мира 1994              |
| 24                               | 29 июня 1994                     | Марокко                          | 2:1                              | 1                                | Чемпионат мира 1994              |
| 25                               | 4 июля 1994                      | Ирландия                         | 2:0                              | —                                | Чемпионат мира 1994              |
| 26                               | 9 июля 1994                      | Бразилия                         | 2:3                              | —                                | Чемпионат мира 1994              |
| 27                               | 7 сентября 1994                  | Люксембург                       | 4:0                              | 1                                | Чемпионат Европы 1996 (отбор)    |
| 28                               | 12 октября 1994                  | Норвегия                         | 1:1                              | 1                                | Чемпионат Европы 1996 (отбор)    |
| 29                               | 16 ноября 1994                   | Чехия                            | 0:0                              | —                                | Чемпионат Европы 1996 (отбор)    |
| 30                               | 14 декабря 1994                  | Люксембург                       | 5:0                              | 1                                | Чемпионат Европы 1996 (отбор)    |
| 31                               | 22 февраля 1995                  | Португалия                       | 0:1                              | —                                | Товарищеский матч                |
| 32                               | 29 марта 1995                    | Мальта                           | 4:0                              | —                                | Чемпионат Европы 1996 (отбор)    |

Итого: 32 матча / 9 голов; 20 побед, 5 ничьих, 7 поражений.

## Достижения
«Аякс»
- Чемпионат Нидерландов по футболу — 1989/90
- Обладатель Кубка УЕФА — 1992
- Футбольный талант года в Нидерландах — 1987